# Таня Вебер
Таня Вебер (італ. Tania Weber, справжнє ім'я Таня Сарсгардеер, фін. Tanja Sarsgardeer; 18 серпня 1926 року, Гельсінкі) — італійська акторка і фотомодель фінського походження. Була популярна в Італії в 1950-1960-х роках, в загальній складності знялася у 8 фільмах. Після завершення кінокар'єри працювала дизайнером.

## Біографія
Таня Вебер народився в Гельсінкі в 1926 році. На початку 1950-х років брала участь у кількох конкурсах краси, що проходили у Фінляндії. На неї звернув увагу знаменитий італійський кінопродюсер Карло Понті, який відкрив для італійського кінематографа кілька акторок із скандинавських країн. Одним з прикладів може служити шведська акторка Мей Брітт, яка зробила згодом успішну кар'єру в кіно.
Свою першу роль Таня Вебер зіграла в пригодницькому фільмі «Carica eroica» (1952) режисера Франческо Де Робертіса. У цій картині вона грає головну героїню — російську жінку на ім'я Калина. Одна з найцікавіших ролей у кар'єрі акторки — роль Елени Баронті в комедії «Один день у суді» (1954) режисера Стефано Ванзіна. Фільм розповідає про один день районного суду в Італії і складається з декількох епізодів, кожен з яких присвячений розгляду суддею справі. Героїня Тані Вебер з'являється в третьому епізоді картини. У кар'єрі Тані Вебер є і драматичні ролі, такі як роль Ізабелли, однією з головних героїнь пригодницького фільму «Корабель проклятих жінок» (1953) режисера Рафаелло Матараццо.
Акторка з'являлася в епізодичних ролях у фільмах «Римські канікули» (1953) режисера Вільяма Уайлера, «Найсмішніший спектакль у світі» (1953) режисера Маріо Маттолі разом зі знаменитим італійським коміком Тото, в комедії «Невірні» (1953) режисерів Стено і Маріо Монічеллі. Свою останню роль в кіно акторка зіграла в фільмі «Мандри Одіссея» (1954) режисера Маріо Камеріні. Після закінчення кар'єри кіноакторки Таня Вебер працювала дизайнером.
Таня Вебер користувалася великою популярністю в Італії в 1950-1960-х роках, акторка досить часто з'являлася на сторінках журналів Tempo, Le vostre novelle, Film d oggi, Settimo Giorno. Через 60 років після завершення кінокар'єри Таня Вебер продовжує залишатися іконою стилю для сучасних італійських актрис.

## Фільмографія
Попри те, що досить добре володіла італійською мовою, через сильний акцент всі її ролі були озвучені іншими актрисами.